# Anna Fiske

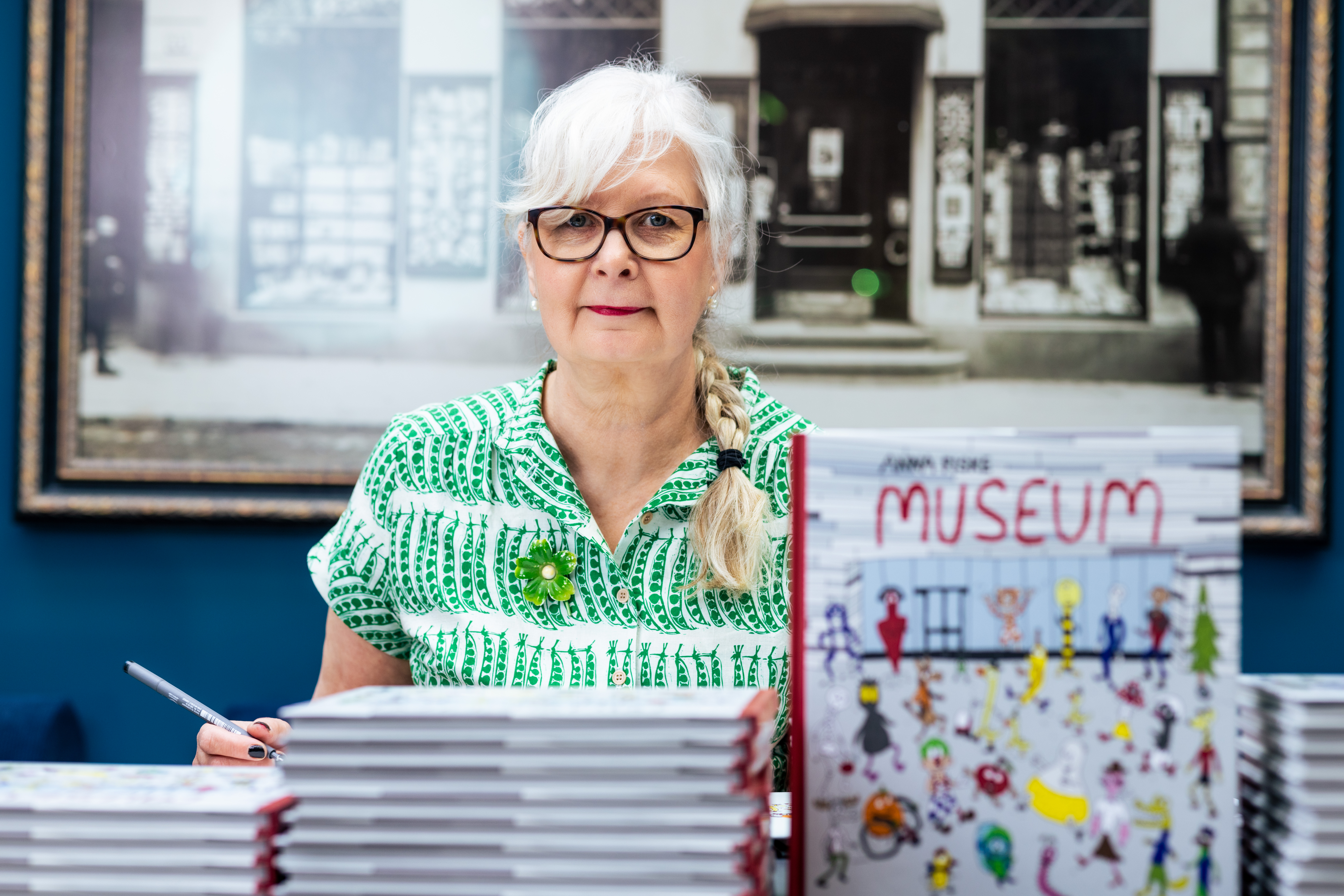
Anna Fiske

Anna Karin Helena Fiske, född 5 september 1964 i Ängelholm, är författare, illustratör och serietecknare sedan 1993 bosatt i Norge. Fiske är utbildad på Konstfack i Stockholm.
Anna Fiske är gift med serieskaparen och illustratören Lars Fiske.

## Priser (i urval)
- Litteraturåret 1995: Galagos fula hund[3]
- 2005: Kultur- og kirkedepartementets tegneseriepris for barne- og ungdomslitteratur, för Rabbel 1, 2 og 3[4]
- 2005: Årets best tilrettelagte bok, för Sinne
- 2006: Ordknappen, för Sinne
- 2006: Oslo bys kulturstipend
- 2006: Årets best tilrettelagte bok, för La hendene snakke
- 2007: Nominerad till Kritikerprisen, för Hallo jorda![5]
- 2008: Årets vakreste bøker, silver, Guld, för Sjenanse
- 2008: Visuelt, guld, silver, för Hallo jorda!, Sjenanse
- 2009: Årets vakreste bøker, guld, för Fra t-bane til lenestol
- 2009: Visuelt, silver, för Snarveien 8b
- 2010: Årets vakreste bøker, Sølv, för Små og store ting som du kan lage selv
- 2010: Visuelt, Gull, för Små og store ting som du kan lage selv
- 2011: Årets vakreste bøker, silver, för Morsomme ting du kan lage selv
- 2012: Nominerad till Bragepriset, för Iben og forvandlingen
- 2013: Årets vakreste bøker, Diplom, för Sorg[6]
- 2014: Årets vakreste bøker- sølv for Mens vi venter på nissen
- 2014: Bokkunstprisen[7]
- 2014: Rasmus Løland litteraturstipend
- 2015: Nominert til Nordisk råds barne- og ungdomslitteraturpris, sammen med Geir Gulliksen
- 2016: Skolebibliotekarforeningens litteraturpri
- 2016, 2017, 2018: Nominert til ALMA-prisen, litteraturprisen til minne om Astrid Lindgren
- 2017: Nominert til Årets tegneserie, Vaskedamen
- 2018: Kulturdepartementets tegneseriepris
- 2018: Leser søker boks ærespris Ordknappens jubileumspris
- 2018: Brageprisen Elven[8]